# 毛节盛
毛節盛（1932年1月6日—2022年12月31日），中華民國王牌飞行员，在台湾有“空战英雄”之称。曾以螺旋桨F-47N戰機重創苏式米格-15战斗机。

## 生平
浙江奉化人。国民党机要毛庆祥次子。毕业于空軍幼年学校第六期。1949年移居台湾，于空軍軍官學校第32期毕业，後編入第五大隊27中隊。
曾长期在中华民国空军服役，曾任空軍官校教官，培养了一批优秀飞行员。20世纪70年代退役，任职于中华航空公司。曾任波音747客机指令长和中华航空培训基地训练长多年。
2001年，移居美国加利福尼亚州。2022年12月31日病逝美國南加州橙縣，享耆壽90歲。

## 空战记录
1953年5月11日，剛到隊的毛節盛少尉和金華上尉駕駛F-47N戰機執行中國大陸東南沿海上空的空中巡邏任務，遭遇兩架中共MiG-15戰機，隨後擊傷敵戰機一架，創下以螺旋槳戰機擊傷噴射戰機的紀錄。
1958年9月18日，時任中華民國空军上尉的毛節盛，驾驶F-86軍刀戰鬥機，击落一架苏联制造米格-17战斗机，创造空战史上记录。

## 榮譽

### 褒揚令
中華民國總統蔡英文於民國112年1月18日明令褒揚前空軍總司令部作戰署中校軍官毛節盛
褒揚令—毛節盛 （页面存档备份，存于）。

前空軍總司令部作戰署中校部屬軍官毛節盛，貞亮惇敏，沖和勁直。少歲四郊多壘，矢願靖匡邦家，卒業空軍軍官學校，復入空軍指揮參謀大學中隊軍官班研習，雄略異才，幹裕有聲。期間精進飛航技藝操練，厚實戎韜兵鈐素養，枕戈待旦，壯志凌霄。歷任空軍第五大隊第二十六中隊見習官、第二十七中隊戰鬥機飛行官暨作戰署考核官等職。銜命執勤北防區專務，潛伺大陸沿海刺探；支援空域作戰掩護，殫力巡邏偵察要責；痛擊米格十五戰機，重創敵方軍心士氣，蹈義輸忠，忘身度外；守土安攘，鐵翼鷹揚。曾獲頒宣威、鵬舉、寶鼎、復興等多座勳獎章殊榮。綜其生平，其行足為金馬臺澎之磐石，其勇可成戍邊保民之盛業，干城衛國，簡書聿昭。遽聞茂齡殂殞，軫悼彌深，應予明令褒揚，用示政府篤念誠藎之至意。

總　　　統　蔡英文　　　　

行政院院長　蘇貞昌